# Sparganophilus tamesis
Sparganophilus tamesis är en ringmaskart. Sparganophilus tamesis ingår i släktet Sparganophilus och familjen Sparganophilidae. Inga underarter finns listade i Catalogue of Life.